# Марцинкевич, Юзеф
Юзеф Марцинкевич  (пол. Józef Marcinkiewicz, 30 марта 1910 года — 1940 год) — польский математик, профессор Университета Стефана Батория в Вильно.
Родился в селе Цимошка в Сокульском повяте. Учился в Вильно в Университете Стефана Батория, в 1935 году защитил диссертацию на тему «Тригонометрическая интерполяция абсолютно непрерывных функций» под руководством Антония Зигмунда. По окончании учёбы работал с Юлиушем Шаудером и Стефаном Качмажем, впоследствии получил профессорское звание. Автор 55 работ в различных разделах математического анализа и теории вероятностей, получил важные результаты по теории интерполяции. Его именем названы теорема Марцинкевича о множителе, теорема Марцинкевича о интерполяции и неравенство Марцинкевича — Зигмунда.
В 1939 году был мобилизован в Войско Польское, уже на второй день войны (2 сентября) Зигмунд встретил Марцинкевича в Вильно в военной форме. Через несколько месяцев в ходе столкновений с Красной армией был взят в плен, содержался в советском лагере НКВД под Старобельском, в письмах из лагеря просил выслать ему математическую литературу. Точное место и дата смерти остаются неизвестными, но считается, что Марцинкевич погиб вследствие катынского расстрела в Харькове. Его родители, которым он отдал рукописи ещё до начала Второй мировой войны, также были арестованы советскими властями в 1940 году и умерли от голода в одном из лагерей.